# ایستگاه متروی قونقا
ایستگاه مترو قونقا یکی از ایستگاه‌های خط ۱ مترو تبریز است که در خیابان خیام، تقاطع امام خمینی و ۲۲ بهمن واقع شده‌است. این ایستگاه در ۲۴ اسفند ۱۴۰۱ به بهره‌برداری رسید. این ایستگاه، ایستگاه ۱۳ خط ۱ مترو تبریز است.

## ویژگی‌ها و مشخصات ایستگاه
ایستگاه قونقا با مساحت ۱۲ هزار و ۶۰۰ متر مربع، دارای سه طبقه (سکوی سوارشدن، تراز بلیت فروشی و چند منظوره تجاری) و شامل سه دسترسی (دو ورودی جنوبی و یک ورودی شمالی) و از نوع ایستگاه ساحلی است که به دلیل مجاورت با آرامستان تاریخی گجیل معماری این ایستگاه بر اساس مکتب هنری آذربایجان طراحی و اجرا شده است.

## منبع
1. ↑   . «◄ افتتاح ایستگاه قونقا (شماره ۱۳) مترو تبریز». خبرگزاری شهریار.[پیوند مرده]
2. ↑   . «◄ آخرین ایستگاه خط ۱ قطار شهری تبریز امروز به بهره‌برداری می‌رسد». خبرگزاری شهریار.[پیوند مرده]